# نبیل غیلاس
نبیل غیلاس (انگلیسی: Nabil Ghilas؛ زاده ۲۰ آوریل ۱۹۹۰) یک بازیکن فوتبال است.